# Veldrijden in het seizoen 2017-2018
Het veldritseizoen 2017-2018 begon op 5 augustus 2017 met de Australische kampioenschappen veldrijden en eindigde op 25 februari 2018 met de Internationale Sluitingsprijs in Oostmalle, België.

## UCI ranking
De UCI ranking werd opgemaakt aan de hand van de resultaten van het afgelopen jaar. Bij elke nieuwe ranking werden de punten behaald sinds de vorige ranking erbij geteld en de punten die waren behaald tot dezelfde datum het jaar ervoor eraf gehaald. Het aantal punten dat gewonnen kon worden bij elke wedstrijd was afhankelijk van de wedstrijdcategorie. De startvolgorde in alle wedstrijden was afhankelijk van deze ranking: hoe hoger op de ranking, hoe verder vooraan de renner mocht starten.
De beste vijftig renners en rensters in de ranking waren startgerechtigd in de wereldbeker. Alle landen die minder dan acht startgerechtigde renners hadden, mochten hun team aanvullen tot acht renners.

### Puntenverdeling
| Cat. | Omschrijving                                          | 1e  | 2e  | 3e  | 4e  | 5e  | 6e  | 7e  | 8e  | 9e  | 10e |
| ---- | ----------------------------------------------------- | --- | --- | --- | --- | --- | --- | --- | --- | --- | --- |
| CM   | Wereldkampioenschap (Championnats du Monde)           | 400 | 360 | 320 | 280 | 240 | 200 | 190 | 180 | 170 | 160 |
| CDM  | Wereldbeker (Coupe du Monde)                          | 200 | 160 | 140 | 120 | 110 | 100 | 90  | 80  | 70  | 60  |
| CC   | Continentaal kampioenschap (Championnats Continental) | 100 | 60  | 40  | 30  | 25  | 20  | 17  | 15  | 12  | 10  |
| CN   | Nationaal kampioenschap (Championnat National)        | 100 | 60  | 40  | 30  | 25  | 20  | 15  | 10  | 5   | 3   |
| C1   | Wedstrijdcategorie 1                                  | 80  | 60  | 40  | 30  | 25  | 20  | 17  | 15  | 12  | 10  |
| C2   | Wedstrijdcategorie 2                                  | 40  | 30  | 20  | 15  | 10  | 8   | 6   | 4   | 2   | 1   |

### Eindstanden
De landenrankings per categorie werden opgemaakt door optelling van de punten die behaald werden door de eerste drie geklasseerde renners van elk land. In het geval dat landen gelijk stonden in de stand, was de plaats van hun beste renner in de individuele stand beslissend.

#### Mannen
| Plaats | Renner                 | Punten |
| ------ | ---------------------- | ------ |
| 1      | Mathieu van der Poel   | 2.985  |
| 2      | Wout van Aert          | 2.452  |
| 3      | Toon Aerts             | 1.820  |
| 4      | Michael Vanthourenhout | 1.743  |
| 5      | Lars van der Haar      | 1.610  |
| 6      | Corné van Kessel       | 1.438  |
| 7      | Quinten Hermans        | 1.353  |
| 8      | Tim Merlier            | 1.235  |
| 9      | Daan Soete             | 1.130  |
| 10     | Quinten Hermans        | 1.125  |
| 11     | David van der Poel     | 1.091  |
| 12     | Marcel Meisen          | 1.075  |
| 13     | Stephen Hyde           | 1.023  |
| 14     | Eli Iserbyt            | 1.019  |
| 15     | Kevin Pauwels          | 1.005  |
| 16     | Steve Chainel          | 970    |
| 17     | Michael Boroš          | 837    |
| 18     | Tom Pidcock            | 804    |
| 19     | Tobin Ortenblad        | 750    |
| 20     | Felipe Orts Lloret     | 744    |

| Plaats | Land                | Punten |
| ------ | ------------------- | ------ |
| 1      | België              | 6.015  |
| 2      | Nederland           | 5.776  |
| 3      | Verenigde Staten    | 2.442  |
| 4      | Frankrijk           | 2.117  |
| 5      | Tsjechië            | 1.944  |
| 6      | Zwitserland         | 1.664  |
| 7      | Spanje              | 1.520  |
| 8      | Duitsland           | 1.468  |
| 9      | Verenigd Koninkrijk | 1.337  |
| 10     | Italië              | 1.074  |
| 11     | Slowakije           | 820    |
| 12     | Canada              | 667    |
| 13     | Australië           | 657    |
| 14     | Japan               | 598    |
| 15     | Zweden              | 450    |
| 16     | Polen               | 432    |
| 17     | Denemarken          | 309    |
| 18     | Luxemburg           | 244    |
| 19     | Noorwegen           | 238    |
| 20     | Portugal            | 229    |

| Plaats | Land                | Punten |
| ------ | ------------------- | ------ |
| 1      | België              | 1.939  |
| 2      | Verenigde Staten    | 1.042  |
| 3      | Verenigd Koninkrijk | 995    |
| 4      | Nederland           | 934    |
| 5      | Frankrijk           | 796    |
| 6      | Tsjechië            | 587    |
| 7      | Zwitserland         | 338    |
| 8      | Italië              | 313    |
| 9      | Spanje              | 297    |
| 10     | Slowakije           | 226    |
| 11     | Canada              | 226    |
| 12     | Noorwegen           | 189    |
| 13     | Japan               | 177    |
| 14     | Finland             | 170    |
| 15     | Ierland             | 167    |
| 16     | Denemarken          | 146    |
| 17     | Australië           | 143    |
| 18     | Duitsland           | 137    |
| 19     | Portugal            | 131    |
| 20     | Luxemburg           | 130    |

| Plaats | Renner                   | Punten |
| ------ | ------------------------ | ------ |
| 1      | Tomás Kopecky            | 225    |
| 2      | Ryan Kamp                | 180    |
| 3      | Loris Rouiller           | 180    |
| 4      | Ben Tulett               | 178    |
| 5      | Pim Ronhaar              | 163    |
| 6      | Jarno Bellens            | 144    |
| 7      | Mees Hendrikx            | 124    |
| 8      | Niels Vandeputte         | 124    |
| 9      | Benjamin Gomez Villafane | 108    |
| 10     | Lane Maher               | 104    |

| Plaats | Land                | Punten |
| ------ | ------------------- | ------ |
| 1      | Nederland           | 467    |
| 2      | België              | 348    |
| 3      | Tsjechië            | 329    |
| 4      | Verenigd Koninkrijk | 264    |
| 5      | Verenigde Staten    | 263    |
| 6      | Zwitserland         | 215    |
| 7      | Spanje              | 156    |
| 8      | Italië              | 131    |
| 9      | Frankrijk           | 120    |
| 10     | Canada              | 109    |

#### Vrouwen
| Plaats | Renster             | Punten |
| ------ | ------------------- | ------ |
| 1      | Sanne Cant          | 2.675  |
| 2      | Katherine Compton   | 1.985  |
| 3      | Kaitlin Keough      | 1.832  |
| 4      | Eva Lechner         | 1.602  |
| 5      | Helen Wyman         | 1.530  |
| 6      | Maud Kaptheijns     | 1.303  |
| 7      | Nikki Brammeier     | 1.275  |
| 8      | Ellen Van Loy       | 1.234  |
| 9      | Loes Sels           | 1.197  |
| 10     | Kateřina Nash       | 1.090  |
| 11     | Christine Majerus   | 1.079  |
| 12     | Caroline Mani       | 1.031  |
| 13     | Pavla Havlíková     | 1.026  |
| 14     | Lucinda Brand       | 1.005  |
| 15     | Alice Maria Arzuffi | 961    |
| 16     | Annemarie Worst     | 880    |
| 17     | Emma White          | 860    |
| 18     | Ellen Noble         | 822    |
| 19     | Elle Anderson       | 815    |
| 20     | Sophie de Boer      | 783    |

| Plaats | Land                | Punten |
| ------ | ------------------- | ------ |
| 1      | België              | 5.106  |
| 2      | Verenigde Staten    | 4.650  |
| 3      | Verenigd Koninkrijk | 3.437  |
| 4      | Nederland           | 3.188  |
| 5      | Italië              | 2.881  |
| 6      | Tsjechië            | 2.456  |
| 7      | Frankrijk           | 2.300  |
| 8      | Canada              | 1.791  |
| 9      | Spanje              | 1.319  |
| 10     | Luxemburg           | 1.188  |
| 11     | Zwitserland         | 1.092  |
| 12     | Oostenrijk          | 733    |
| 13     | Japan               | 692    |
| 14     | Slowakije           | 664    |
| 15     | Duitsland           | 636    |
| 16     | Denemarken          | 475    |
| 17     | Australië           | 440    |
| 18     | Zweden              | 330    |
| 19     | Hongarije           | 313    |
| 20     | Polen               | 271    |

| Plaats | Land                | Punten |
| ------ | ------------------- | ------ |
| 1      | Nederland           | 1.778  |
| 2      | Verenigde Staten    | 1.337  |
| 3      | Verenigd Koninkrijk | 1.091  |
| 4      | België              | 956    |
| 5      | Tsjechië            | 888    |
| 6      | Frankrijk           | 816    |
| 7      | Italië              | 808    |
| 8      | Canada              | 676    |
| 9      | Oostenrijk          | 653    |
| 10     | Spanje              | 435    |
| 11     | Zwitserland         | 381    |
| 12     | Denemarken          | 300    |
| 13     | Estland             | 190    |
| 14     | Hongarije           | 183    |
| 15     | Slowakije           | 153    |
| 16     | Noorwegen           | 140    |
| 17     | Australië           | 135    |
| 18     | Duitsland           | 130    |
| 19     | Zweden              | 112    |
| 20     | Ierland             | 109    |

#### Teams
| Plaats | Team                                    | Punten |
| ------ | --------------------------------------- | ------ |
| 1      | Crelan-Charles                          | 3.755  |
| 2      | Corendon-Circus                         | 3.751  |
| 3      | Telenet-Fidea Lions                     | 3.054  |
| 4      | Era-Circus                              | 2.623  |
| 5      | Marlux-Bingoal                          | 2.266  |
| 6      | Steylaerts-Betfirst                     | 2.036  |
| 7      | Team Chazal Canyon                      | 1.551  |
| 8      | Pauwels Sauzen-Vastgoedservice          | 1.373  |
| 9      | Aspire Racing                           | 1.235  |
| 10     | Ginestar-Delikia                        | 746    |
| 11     | Garneau-Easton p/b Transitions LifeCare | 579    |
| 12     | Tarteletto-Isorex                       | 475    |
| 13     | Team Peltrax - Braquet Libre            | 395    |

## Kalender
De wereldbeker wordt weergegeven in vetgedrukte tekst, de belangrijkste regelmatigheidscriteriums in cursief gedrukte tekst.
Voor de wedstrijdcategorieën, zie UCI-wedstrijdcategorieën.

### Augustus
| Datum | Cross                                              | Cat. | Winnaar mannen   | Winnaar vrouwen  |
| ----- | -------------------------------------------------- | ---- | ---------------- | ---------------- |
| 5     | Australische kampioenschappen veldrijden, Adelaide | CN   | Chris Jongewaard | Peta Mullens     |
| 26    | Cyclo-cross National Series Round 5, Victoria      | C2   | Chris Jongewaard | Peta Mullens     |
| 27    | Cyclo-cross National Series Round 6, Victoria      | C2   | Garry Millburn   | Samantha Runnels |

### September
| Datum | Cross                                               | Cat. | Winnaar mannen       | Winnaar vrouwen           |
| ----- | --------------------------------------------------- | ---- | -------------------- | ------------------------- |
| 3     | QianSen Trophy Cyclocross - Fengtai Station, Peking | C1   | Yorben Van Tichelt   | Joyce Vanderbeken         |
| 6     | QianSen Trophy Cyclocross - Yanqing Station, Peking | C1   | Yorben Van Tichelt   | Joyce Vanderbeken         |
| 9     | Rochester Cyclo-cross #1, Rochester                 | C1   | Stephen Hyde         | Ellen Noble               |
| 10    | Grote Prijs Stad Eeklo (Brico Cross)                | C2   | Mathieu van der Poel | Sanne Cant                |
| 10    | Rochester Cyclo-cross #2, Rochester                 | C1   | Kerry Werner         | Kaitlin Keough            |
| 15    | Jingle Cross #1, Iowa City                          | C1   | Laurens Sweeck       | Kaitlin Keough            |
| 16    | Jingle Cross #2, Iowa City                          | C2   | Gianni Vermeersch    | Sunny Gilbert             |
| 17    | Supercross Baden (EKZ CrossTour), Baden             | C1   | Klaas Vantornout     | Annemarie Worst           |
| 17    | Jingle Cross #3 (Wereldbeker), Iowa City            | CDM  | Mathieu van der Poel | Kateřina Nash             |
| 20    | Cross Vegas, Las Vegas                              | C1   | Laurens Sweeck       | Kateřina Nash             |
| 22    | Trek CXC Cup, Waterloo                              | C2   | Mathieu van der Poel | Katherine Compton         |
| 24    | Radcross Illnau, Illnau-Effretikon                  | C2   | David van der Poel   | Marlène Morel-Petitgirard |
| 24    | Waterloo (Wereldbeker), Waterloo                    | CDM  | Mathieu van der Poel | Sanne Cant                |
| 28    | Slaný (TOI TOI Cup), Slaný                          | C1   | Philipp Walsleben    | Pavla Havlíková           |
| 29    | KMC Cross Fest #1, Thompson                         | C1   | Tobin Ortenblad      | Kaitlin Keough            |
| 30    | Grote Prijs Neerpelt (Soudal Classics), Neerpelt    | C2   | Laurens Sweeck       | Ellen Van Loy             |
| 30    | GP Poprad, Poprad                                   | C2   | Marek Konwa          | Janka Števková            |
| 30    | West Sacramento Cyclocross GP, Sacramento           | C2   | Anthony Clark        | Kateřina Nash             |

### Oktober
| Datum | Cross                                                                | Cat. | Winnaar mannen       | Winnaar vrouwen          |
| ----- | -------------------------------------------------------------------- | ---- | -------------------- | ------------------------ |
| 1     | Cyclocross Gieten (Superprestige), Gieten                            | C1   | Mathieu van der Poel | Maud Kaptheijns          |
| 1     | Cyclocross Bern (EKZ CrossTour), Bern                                | C2   | Marcel Wildhaber     | Jolanda Neff             |
| 1     | KMC Cross Fest #2, Thompson                                          | C1   | Tobin Ortenblad      | Emma White               |
| 1     | West Sacramento Cyclocross GP #2, Sacramento                         | C2   | Lance Haidet         | Kateřina Nash            |
| 7     | Berencross (Brico Cross), Meulebeke                                  | C2   | Mathieu van der Poel | Sanne Cant               |
| 7     | Cyclocross Jabkenice (TOI TOI Cup), Jabkenice                        | C2   | Tomáš Paprstka       | Pavla Havlíková          |
| 7     | Charm City Cross #1, Baltimore                                       | C2   | Tobin Ortenblad      | Kaitlin Keough           |
| 8     | Kronborg Cyclocross, Helsingør                                       | C2   | David Eriksson       | Caroline Bohé            |
| 8     | Cyclocross Rakova, Rakova                                            | C2   | Tomáš Paprstka       | Janka Keseg Stevokva     |
| 8     | Cyclocross Derby (National Trophy), Derby                            | C2   | Ian Field            | Beth Crumpton            |
| 8     | Cyclo-Cross International de la Solidarité de Lutterbach, Lutterbach | C2   | David van der Poel   | Lucie Chainel-Lefèvre    |
| 8     | GP Mario De Clercq (DVV/IJsboerke, Ronse                             | C1   | Lars van der Haar    | Katherine Compton        |
| 8     | Charm City Cross #2, Baltimore                                       | C1   | Stephen Hyde         | Kaitlin Keough           |
| 9     | Ibaraki Cyclo-cross Toride round, Nakauchi                           | C1   | Hikaru Kosaka        | Miyoko Karami            |
| 14    | Cyclocross Hlinsko (TOI TOI Cup), Hlinsko                            | C2   | Tomáš Paprstka       | Pavla Havlíková          |
| 14    | Polderscross (Brico Cross), Kruibeke                                 | C2   | Mathieu van der Poel | Katherine Compton        |
| 14    | Nationale kampioenschappen Estland, Rapla                            | CN   | Martin Loo           | Mari-Liis Mõttus         |
| 14    | GP of Gloucester #1, Gloucester                                      | C2   | Tobin Ortenblad      | Emma White               |
| 14    | US Open of Cyclocross #1, Boulder City                               | C2   | James Driscoll       | Erin Huck                |
| 15    | Cyclocross Besançon (Coupe de France), Besançon                      | C1   | Steve Chainel        | Lucie Chainel-Lefèvre    |
| 15    | Cyclocross Zonhoven (Superprestige), Zonhoven                        | C1   | Mathieu van der Poel | Maud Kaptheijns          |
| 15    | Cyclocross Aigle (EKZ CrossTour), Aigle                              | C2   | Marcel Wildhaber     | Helen Wyman              |
| 15    | US Open of Cyclocross #2, Boulder City                               | C2   | Garry Millburn       | Courtenay McFadden       |
| 15    | GP of Gloucester #2, Gloucester                                      | C2   | Tobin Ortenbland     | Ellen Noble              |
| 19    | Kermiscross, Ardooie                                                 | C2   | Wout van Aert        | Katherine Compton        |
| 21    | Niels Albert CX (Superprestige), Boom                                | C1   | Wout van Aert        | Maud Kaptheijns          |
| 21    | Cyclocross International Podbrezová, Podbrezová                      | C2   | Tomáš Paprstka       | Janka Števková           |
| 21    | The Silver Goose #1, Midland                                         | C2   | Jack Kisseberth      | Ruby West                |
| 21    | DCCX #1, Washington DC                                               | C2   | Werner Kelly         | Arley Kemmerer           |
| 22    | Duinencross (Wereldbeker), Koksijde                                  | CDM  | Mathieu van der Poel | Maud Kaptheijns          |
| 22    | Cyclo-cross de Balan Ardennes, Balan                                 | C2   | Braam Merlier        | Jade Wiel                |
| 22    | Stockholm Cyclo Cross, Stockholm                                     | C2   | Martin Eriksson      | Ida Jansson              |
| 22    | Tage des Querfeldeinsports (Day of Cyclocross), Ternitz              | C2   | Martin Haring        | Magdalena Mišoňová       |
| 22    | DCCX #2, Washington DC                                               | C2   | Werner Kelly         | Carla Williams           |
| 22    | The Silver Goose #2, Midland                                         | C2   | Jack Kisseberth      | Ruby West                |
| 24    | Nacht van Woerden, Woerden                                           | C2   | Lars van der Haar    | Helen Wyman              |
| 28    | GP Dolná Krupa, Dolná Krupa                                          | C2   | Martin Haring        | Janka Keseg Stevkova     |
| 28    | Ziklo Kross Laudio, Llodio                                           | C2   | Felipe Orts          | Aida Nuño Palacio        |
| 28    | Grote Prijs van Brabant, 's-Hertogenbosch                            | C1   | Mathieu van der Poel | Maud Kaptheijns          |
| 28    | Cyclocross Holé Vrchy (TOI TOI Cup), Holé Vrchy                      | C2   | Tomáš Paprstka       | Pavla Havlíková          |
| 28    | Cincinnati Cross @ Devou Park, Covington                             | C1   | Stephen Hyde         | Kaitlin Keough           |
| 28    | HPCX #1, Jamesburg                                                   | C2   | Jack Kisseberth      | Samantha Runnels         |
| 28    | Nationale kampioenschappen Canada, Sherbrooke                        | CN   | Michael van den Ham  | Christel Ferrier-Bruneau |
| 29    | TOHOKU CX Project, Inawashiro-cho                                    | C2   | Hikaru Kosaka        | Eri Yonamine             |
| 29    | Grand-Prix de la Commune de Contern, Contern                         | C2   | Daan Soete           | Helen Wyman              |
| 29    | Cyclocross Abergavenny (National Trophy), Abergavenny                | C1   | Tom Pidcock          | Bethany Crumpton         |
| 29    | GP Trnava, Trnava                                                    | C2   | Martin Haring        | Nadja Heigl              |
| 29    | Trofeo Ayuntamiento de Muskiz, Muskiz                                | C2   | Afgelast             |                          |
| 29    | Radcross Illnau (EKZ CrossTour), Illnau-Effretikon                   | C1   | Marcel Meisen        | Lucie Chainel-Lefèvre    |
| 29    | Cyclocross Ruddervoorde (Superprestige), Ruddervoorde                | C1   | Mathieu van der Poel | Maud Kaptheijns          |
| 29    | Nationale kampioenschappen Finland, Nokia                            | CN   | Sasu Halme           | Susanna Laurila          |
| 29    | Harbin Park International, Cincinnati                                | C2   | Stephen Hyde         | Ellen Noble              |
| 29    | HPCX #2, Jamesburg                                                   | C2   | Scott Smith          | Samantha Runnels         |

### November
| Datum | Cross                                                                  | Cat. | Winnaar mannen             | Winnaar vrouwen          |
| ----- | ---------------------------------------------------------------------- | ---- | -------------------------- | ------------------------ |
| 1     | Koppenbergcross (DVV/IJsboerke), Oudenaarde                            | C1   | Mathieu van der Poel       | Helen Wyman              |
| 1     | Gran Premio Mamma E Papa Guerciotti AM, Milaan                         | C2   | Marcel Meisen              | Eva Lechner              |
| 3     | Starlight-cross, Hibino Mihama-ku Chiba-city                           | C2   | Kohei Maeda                | Eri Yonamine             |
| 4     | The Derby City Cup, Louisville                                         | C1   | Stephen Hyde               | Katherine Compton        |
| 5     | XXIV Cyclo-cross de Karrantza, Karrantza                               | C2   | Vincent Baestaens          | Lucía González Blanco    |
| 5     | Europese kampioenschappen, Tábor                                       | CC   | Mathieu van der Poel       | Sanne Cant               |
| 5     | Pan-Amerikaanse kampioenschappen, Louisville                           | CC   | Stephen Hyde               | Katherine Compton        |
| 11    | Cyclocross Uničov (TOI TOI Cup), Uničov                                | C2   | Daan Soete                 | Pavla Havlíková          |
| 11    | Jaarmarktcross Niel (SOUDAL), Niel                                     | C2   | Toon Aerts                 | Nikki Brammeier          |
| 11    | The Northampton International #1, Northampton                          | C2   | Curtis White               | Emma White               |
| 12    | Cyclocross Asper-Gavere (Superprestige), Gavere                        | C1   | Wout van Aert              | Ellen Van Loy            |
| 12    | Val d'Ille Intermarché Cyclo-cross Tour, La Mézière (Coupe de France), | C2   | Francis Mourey             | Lucie Chainel-Lefèvre    |
| 12    | Nationale kampioenschappen Noorwegen, Arendal                          | CN   | Tobias Halland Johannessen | Elisabeth Sveum          |
| 12    | Flückiger Cross Madiswil, Madiswil                                     | C2   | Lars Forster               | Eva Lechner              |
| 12    | Cyclocross Shrewsbury (National Trophy), Shrewsbury                    | C2   | Ian Field                  | Harriet Harnden          |
| 12    | Elorrioko Ziklokrosa Basqueland, Ellorio                               | C2   | Felipe Orts                | Helen Wyman              |
| 12    | GP Kosice, Kosice                                                      | C2   | Martin Haring              | Barbara Benko            |
| 12    | Cyntery Hurtland, Tulsa                                                | C2   | Cody Kaiser                | Caroline Mani            |
| 12    | The Northampton International #2, Northampton                          | C2   | Curtis White               | Emma White               |
| 18    | Supercross #1, Suffern                                                 | C2   | Kerry Werner               | Christel Ferrier-Bruneau |
| 18    | Major Taylor 'Cross Cup #1, Indianapolis                               | C2   | Gage Hecht                 | Sunny Gilbert            |
| 18    | CXLA Weekend #1, Los Angeles                                           | C2   | Tobin Ortenblad            | Caroline Mani            |
| 19    | KANSAI Cyclo Cross MAKINO Round, Takashima                             | C2   | Hikaru Kosaka              | Eri Yonamine             |
| 19    | GP Lambach, Stadl-Paura                                                | C2   | Thijs van Amerongen        | Sara Casasola            |
| 19    | Wereldbeker Bogense (Wereldbeker), Bogense                             | CDM  | Mathieu van der Poel       | Sanne Cant               |
| 19    | Supercross #2, Suffern                                                 | C2   | Curtis White               | Christel Ferrier-Bruneau |
| 19    | Major Taylor 'Cross Cup #2, Indianapolis                               | C2   | Michael van den Ham        | Sunny Gilbert            |
| 19    | CXLA Weekend #2, Los Angeles                                           | C2   | Tobin Ortenblad            | Caroline Mani            |
| 25    | Rapha Supercross #1, Minamimaki                                        | C2   | Emil Hekele                | Samantha Runnels         |
| 25    | Wereldbeker Zeven (Wereldbeker), Zeven                                 | CDM  | Wout van Aert              | Sanne Cant               |
| 26    | Rapha Supercross #2, Minamimaki                                        | C2   | Chris Jongewaard           | April McDonough          |
| 26    | Flandriencross (DVV/IJsboerke), Hamme                                  | C1   | Mathieu van der Poel       | Sanne Cant               |
| 26    | Cyclocross Gravesend (National Trophy), Gravesend                      | C2   | Braam Merlier              | Ffion James              |
| 26    | International Cyclocross Selle SMP, Brugherio                          | C2   | Gioele Bertolini           | Eva Lechner              |

### December
| Datum | Cross                                                           | Cat. | Winnaar mannen        | Winnaar vrouwen        |
| ----- | --------------------------------------------------------------- | ---- | --------------------- | ---------------------- |
| 2     | Nationale Kampioenschappen Slovenië, Šenčur                     | CN   | Luka Mezgec           |                        |
| 2     | Cyclocross Milovice (TOI TOI Cup), Milovice                     | C2   | Marek Konwa           | Pavla Havlíková        |
| 2     | Cyclo-cross International de Nyon, Nyon                         | C2   | Clément Venturini     | Jasmin Egger           |
| 2     | GP van Hasselt (SOUDAL), Hasselt                                | C1   | Corné van Kessel      | Loes Sels              |
| 2     | Ruts N Guts #1, Broken Arrow                                    | C1   | Tobin Ortenblad       | Crystal Anthony        |
| 2     | NBX Gran Prix of Cross #1, Warwick                              | C2   | Jeremy Powers         | Ruby West              |
| 3     | Utsunomiya cyclo cross series, Utsunomiya                       | C2   | Felipe Orts           | Samantha Runnels       |
| 3     | Cross Jablines (Coupe de France), Jablines                      | C1   | Fabien Canal          | Christine Majerus      |
| 3     | Trofeo San Andres de Ciclo-cross, Ametzaga de Zuia              | C2   | Afgelast              |                        |
| 3     | Zilvermeercross, Mol                                            | C2   | David van der Poel    | Lucinda Brand          |
| 3     | Cyclocross International Sion-Valais, Sion                      | C2   | Clément Venturini     | Jasmin Egger           |
| 3     | Nationale kampioenschappen Slowakije, Bánovce nad Bebravou      | CN   | Martin Haring         | Janka Keseg Števková   |
| 3     | Ruts N Guts #2, Broken Arrow                                    | C2   | Tobin Ortenblad       | Caroline Mani          |
| 3     | NBX Gran Prix of Cross #2, Warwick                              | C2   | Justin Lindine        | Ruby West              |
| 6     | Ciclocros Joan Soler, Manlleu                                   | C2   | Felipe Orts           | Helen Wyman            |
| 8     | Gran Premi Les Franqueses del Valles, Les Franqueses del Vallès | C2   | Ismael Esteban Aguero | Magdalena Duran Garcia |
| 8     | Ciclocross del Ponte, Treviso                                   | C2   | Gioele Bertolini      | Eva Lechner            |
| 9     | Cyclocross Kolín (TOI TOI Cup), Kolín                           | C1   | David van der Poel    | Nikola Nosková         |
| 9     | Gran Premio Luzinis, Gorizia                                    | C2   | Gioele Bertolini      | Francesca Baroni       |
| 9     | Cyclocross Essen (DVV/IJsboerke), Essen                         | C1   | Mathieu van der Poel  | Sanne Cant             |
| 9     | North Carolina Grand Prix - Race #1, Hendersonville             | C2   | Kerry Werner          | Ruby West              |
| 9     | Resolution Cross Cup - Race #1, Garland                         | C2   | Tobin Ortenblad       | Courtenay McFadden     |
| 10    | Nationale kampioenschappen Japan, Minamimaki                    | CN   | Hikaru Kosaka         | Miko Imai              |
| 10    | Druivencross, Overijse                                          | C1   | Mathieu van der Poel  | Pauline Ferrand-Prévot |
| 10    | Cyclocross Bradford (National Trophy), Bradford                 | C2   | Braam Merlier         | Ffion James            |
| 10    | XL Ziklo Kross Igorre, Igorre                                   | C2   | Wietse Bosmans        | Elle Anderson          |
| 10    | Cyclocross Eschenbach (EKZ CrossTour), Eschenbach               | C1   | Marcel Meisen         | Eva Lechner            |
| 10    | North Carolina Grand Prix - Race #2, Hendersonville             | C2   | Kerry Werner          | Ruby West              |
| 10    | Resolution Cross Cup - Race #2, Garland                         | C2   | Tobin Ortenblad       | Crystal Anthony        |
| 16    | Scheldecross (DVV/IJsboerke), Antwerpen                         | C1   | Mathieu van der Poel  | Sanne Cant             |
| 17    | Cyclo-Cross Internacional Ciudad de Valencia, Valencia          | C2   | Felipe Orts           | Lucía González Blanco  |
| 17    | Citadelcross (Wereldbeker), Namen                               | CDM  | Wout van Aert         | Evie Richards          |
| 23    | Waaslandcross (SOUDAL), Sint-Niklaas                            | C2   | Wout van Aert         | Lucinda Brand          |
| 26    | Internationales Radquer Dagmersellen, Dagmersellen              | C2   | Lars Förster          | Sina Frei              |
| 26    | GP Eric De Vlaeminck (Wereldbeker), Heusden-Zolder              | CDM  | Mathieu van der Poel  | Sanne Cant             |
| 28    | Azencross (DVV/IJsboerke), Loenhout                             | C1   | Mathieu van der Poel  | Sanne Cant             |
| 29    | Silvestercyclocross (Brico Cross), Bredene                      | C2   | Wout van Aert         | Alice Maria Arzuffi    |
| 30    | Cross Flamanville (Coupe de France), Flamanville                | C1   | Clément Venturini     | Christine Majerus      |
| 30    | Cyclocross Diegem (Superprestige), Diegem                       | C1   | Mathieu van der Poel  | Sanne Cant             |

### Januari
| Datum | Cross                                                               | Cat. | Winnaar mannen        | Winnaar vrouwen      |
| ----- | ------------------------------------------------------------------- | ---- | --------------------- | -------------------- |
| 1     | GP Sven Nys (DVV/IJsboerke), Baal                                   | C1   | Mathieu van der Poel  | Katherine Compton    |
| 1     | GP Hotel Threeland, Pétange                                         | C2   | Marcel Meisen         | Christine Majerus    |
| 2     | Supercross Meilen (EKZ CrossTour), Meilen                           | C1   | Quinten Hermans       | Jolanda Neff         |
| 6     | Abadinoko Udala Saria Ziklokrosa, Abadino                           | C2   | Felipe Orts           |                      |
| 6     | Cyclo Cross Huijbergen, Huijbergen                                  | C2   | Twan van den Brand    | Inge van der Heijden |
| 6     | Nationale kampioenschappen Italië, Rome                             | CN   | Luca Braidot          | Eva Lechner          |
| 7     | Nationale kampioenschappen Oostenrijk, Sankt Pölten                 | CN   | Gregor Raggl          | Nadja Heigl          |
| 7     | Cyclocross Leuven (SOUDAL), Leuven                                  | C1   | Corné van Kessel      | Loes Sels            |
| 7     | Cyclocross Ipswich (National Trophy), Ipswich                       | C2   | Braam Merlier         | Bethany Crumpton     |
| 7     | Cyclo-cross International du Mingant, Lanarvily                     | C2   | Afgelast              |                      |
| 13-14 | Diverse nationale kampioenschappen                                  | CN   | Diverse               | Diverse              |
| 15    | Weversmisdagcross, Otegem                                           | C2   | Mathieu van der Poel  | Sanne Cant           |
| 20    | Kasteelcross, Zonnebeke                                             | C2   | Wietse Bosmans        | Thalita de Jong      |
| 21    | Ciclocrosse Internacional de Valongo, Valongo                       | C2   | Loïc Szewe            | Aida Nuño Palacio    |
| 21    | Gran Premio di Ciclocross Città di Vittorio Veneto, Vittorio Veneto | C2   | Cristian Cominelli    | Sara Casasola        |
| 21    | Grand Prix Möbel Alvisse, Leudelange                                | C2   | Dieter Vanthourenhout | Thalita de Jong      |
| 21    | Cyclocross Nommay (Wereldbeker), Nommay                             | CDM  | Mathieu van der Poel  | Katherine Compton    |
| 27    | International Cyclocross Rucphen, Rucphen                           | C2   | David van der Poel    | Loes Sels            |
| 28    | GP Adrie van der Poel (Wereldbeker), Hoogerheide                    | CDM  | Mathieu van der Poel  | Sanne Cant           |

### Februari
| Datum | Cross                                               | Cat. | Winnaar mannen         | Winnaar vrouwen   |
| ----- | --------------------------------------------------- | ---- | ---------------------- | ----------------- |
| 3-4   | Wereldkampioenschappen, Valkenburg                  | CM   | Wout van Aert          | Sanne Cant        |
| 7     | Parkcross (Brico Cross), Maldegem                   | C2   | Laurens Sweeck         | Marianne Vos      |
| 10    | Krawatencross (DVV/IJsboerke), Lille                | C1   | Mathieu van der Poel   | Sanne Cant        |
| 11    | Vlaamse Aardbeiencross (Superprestige), Hoogstraten | C1   | Mathieu van der Poel   | Sanne Cant        |
| 17    | Noordzeecross (Superprestige), Middelkerke          | C1   | Mathieu van der Poel   | Sanne Cant        |
| 18    | Vestingcross (Brico Cross), Hulst                   | C2   | Mathieu van der Poel   | Laura Verdonschot |
| 21    | SOUDAL Classics Masters - Waregem                   | –    | Mathieu van der Poel   | Sanne Cant        |
| 24    | Kleicross, Lebbeke                                  | –    | Michael Vanthourenhout | Sanne Cant        |
| 25    | Internationale Sluitingsprijs, Oostmalle            | C1   | Mathieu van der Poel   | Loes Sels         |

## Kampioenen
| Land                                  | Datum              | Winnaar mannen             | Winnaar vrouwen          |
| ------------------------------------- | ------------------ | -------------------------- | ------------------------ |
| Wereldkampioen ( Valkenburg)          | 3-4 februari 2018  | Wout van Aert              | Sanne Cant               |
| Europees Kampioen ( Tábor)            | 4-5 november 2017  | Mathieu van der Poel       | Sanne Cant               |
| Pan-Amerikaans Kampioen ( Louisville) | 5 november 2017    | Stephen Hyde               | Katherine Compton        |
|                                       |                    |                            |                          |
| Australië                             | 5 augustus 2017    | Chris Jongewaard           | Peta Mullens             |
| België                                | 13-14 januari 2018 | Wout van Aert              | Sanne Cant               |
| Canada                                | 28 oktober 2017    | Michael van den Ham        | Christel Ferrier-Bruneau |
| Chili                                 |                    |                            |                          |
| Denemarken                            | 13-14 januari 2018 | Sebastian Carstensen       | Malene Degn              |
| Duitsland                             | 13-14 januari 2018 | Marcel Meisen              | Elisabeth Brandau        |
| Estland                               | 14 oktober 2017    | Martin Loo                 | Mari-Liis Mõttus         |
| Finland                               | 29 oktober 2017    | Sasu Halme                 | Susanna Laurila          |
| Frankrijk                             | 13-14 januari 2018 | Steve Chainel              | Pauline Ferrand-Prévot   |
| Groot-Brittannië                      | 13-14 januari 2018 | Grant Ferguson             | Helen Wyman              |
| Hongarije                             | 14 januari 2018    | Zsolt Búr                  | Barbara Benko            |
| Ierland                               | 14 januari 2018    | Darnell Moore              | Lara Gillespie           |
| IJsland                               |                    |                            |                          |
| Italië                                | 6-7 januari 2018   | Luca Braidot               | Eva Lechner              |
| Japan                                 | 9-10 december 2017 | Hikaru Kosaka              | Miko Imai                |
| Kroatië                               | 14 januari 2018    | Matija Meštrić             | Maja Perinović           |
| Luxemburg                             | 14 januari 2018    | Sören Nissen               | Christine Majerus        |
| Nederland                             | 13-14 januari 2018 | Mathieu van der Poel       | Lucinda Brand            |
| Noorwegen                             | 12 november 2017   | Tobias Halland Johannessen | Elisabeth Sveum          |
| Oostenrijk                            | 7 januari 2018     | Gregor Raggl               | Nadja Heigl              |
| Polen                                 | 13-14 januari 2018 | Marek Konwa                | Marta Turobos            |
| Portugal                              | 14 januari 2018    | Mário Costa                | Sandra Santos            |
| Slovenië                              | 2 december 2017    | Luka Mezgec                |                          |
| Slowakije                             | 3 december 2017    | Martin Haring              | Janka Keseg Števková     |
| Spanje                                | 13-14 januari 2018 | Ismael Esteban Aguado      | Aida Nuño Palacio        |
| Tsjechië                              | 13 januari 2018    | Michael Boroš              | Pavla Havlíková          |
| Verenigde Staten                      | 14 januari 2018    | Stephen Hyde               | Katherine Compton        |
| Zweden                                | 13-14 januari 2018 | Martin Eriksson            | Åsa-Maria Erlandsson     |
| Zwitserland                           | 13-14 januari 2018 | Lars Förster               | Jasmin Egger             |

1982-1983 · 
1983-1984 · 
1984-1985 · 
1985-1986 · 
1986-1987 · 
1987-1988 · 
1988-1989 · 
1989-1990 · 
1990-1991 · 
1991-1992 · 
1992-1993 · 
1993-1994 · 
1994-1995 · 
1995-1996 · 
1996-1997 · 
1997-1998 · 
1998-1999 · 
1999-2000 · 
2000-2001 · 
2001-2002 · 
2002-2003 · 
2003-2004 · 
2004-2005 · 
2005-2006 · 
2006-2007 · 
2007-2008 · 
2008-2009 · 
2009-2010 · 
2010-2011 · 
2011-2012 · 
2012-2013 · 
2013-2014 · 
2014-2015 · 
2015-2016 · 
2016-2017 · 
2017-2018 · 
2018-2019 · 
2019-2020 · 
2020-2021 · 
2021-2022 · 
2022-2023 ·
2023-2024 ·
2024-2025
Kampioenschappen:  Wereldkampioenschappen ·
 Europese kampioenschappen ·
 Belgische kampioenschappen ·
 Nederlandse kampioenschappen
Klassementen:  Wereldbeker ·
 Superprestige ·
 DVV Verzekeringen/IJsboerke Trofee ·
 EKZ CrossTour ·
 TOI TOI Cup ·
 Coupe de France ·
 Copa de España ·
 New England Series ·
 US Cup
Overig:  Brico Cross ·
 Soudal Classics
Geen UCI-cat.:  Giro d'Italia Ciclocross